# Han Chae-young
Han Chae-young (한채영?, 韓彩英?, Han Chae-yeongLR, Han Ch'aeyŏngMR), pseudonimo di Kim Ji-young (김지영?, 金志英?, Gim Ji-yeongLR, Kim ChiyŏngMR; Daegu, 13 settembre 1980), è un'attrice sudcoreana.

## Biografia
Han Chae-young, il cui vero nome è Kim Ji-young, è nata a Daegu, in Corea del Sud, ma la sua famiglia è presto emigrata a Chicago, dove ha frequentato la Glenbrook South High School. Durante un successivo viaggio in Corea è stata notata da un comico che le ha suggerito di accantonare i progetti per l'università e tentare la carriera attoriale. Ha esordito nel 2000 nel film dell'orrore Jjikhimyeon jjungneunda, ottenendo maggior notorietà con un ruolo da antagonista nel melodramma Ga-eul donghwa, che però le ha attirato anche delle critiche per le scarse doti recitative. Le sue proporzioni alte e formose le hanno invece valso il soprannome di "Barbie coreana", che le ha procurato numerosi contratti di endorsement, mentre sul piano recitativo è stata rappresentata come una bellezza inavvicinabile proveniente da un ambiente ricco per tutta la prima metà degli anni 2000.
Nel 2005 ha raggiunto il successo con la commedia romantica Kwaegeol Chun-hyang, dove ha interpretato la protagonista, un'adolescente che matura diventando una donna autosufficiente. Nel 2007 ha esordito a teatro nella rappresentazione Seotun saramdeul. Dopo una lunga pausa dal piccolo schermo, nel 2010 è apparsa in Sin-ira bulli-un sana-i, adattamento dell'omonimo manhwa del 1999.
Nel 2017 è apparsa nel cast fisso del reality show Eonnideur-ui Slam Dunk, attraverso il quale ha debuttato come cantante in un gruppo temporaneo chiamato Unnies, che ha pubblicato due singoli.

## Vita privata
Il 3 giugno 2007 ha sposato l'imprenditore coreano-americano Choi Dong-joon, dal quale ha avuto un figlio il 28 agosto 2013.

## Filmografia

### Cinema
- Jjikhimyeon jungneunda (찍히면 죽는다?), regia di Kim Ki-hun (2000)
- Haejeok, disco-wang doenda (해적, 디스코왕 되다?), regia di Kim Dong-won (2002)
- Wil Card (와일드 카드?), regia di Kim Yoo-jin (2003)
- Jigeum saranghaneun saramgwa salgo isseubnikka? (지금 사랑하는 사람과 살고 있습니까??), regia di Jung Yoon-soo (2007)
- Good Morning President (굿모닝 프레지던트?), regia di Jang Jin (2009)
- Girlfriends (걸프렌즈?), regia di Kang Suk-bum (2009)
- Influence (인플루언스?), regia di Lee Jae-kyoo (2010)
- Jue jiaoyi (巨额交易?), regia di Ma Liwen (2011)
- Siljong: Taxi napchi sageon (실종: 택시 납치 사건?), regia di Im Dae-woong (2016)
- I-utjib star (이웃집 스타?), regia di Kim Seong-wook (2017)

### Televisione
- Ga-eul donghwa (가을동화?) – serie TV (2000)
- Jeong (정?) – serie TV (2002)
- Bukgyeong, nae sarang (북경, 내 사랑?) – serie TV (2004)
- Kwaedo Chun-hyang (쾌걸 춘향?) – serie TV (2005)
- Only You (온리유?) – serie TV (2005)
- My Girl (마이걸?) – serie TV, episodio 16 (2005)
- Bulkkonnor-i (불꽃놀이?) – serie TV (2006)
- Kkotboda namja (꽃보다 남자?) – serie TV (2009)
- Sin-ira bulli-un sana-i (신이라 불리운 사나이?) – serie TV (2010)
- Wúxièkějī zhī lán sè mèngxiǎng (無懈可擊之藍色夢想S) – serie TV (2012)
- Gwanggocheonjae Lee Tae-baek (광고천재 이태백?) – serie TV (2013)
- Yeppeun namja (예쁜남자?) – serie TV (2013-2014)
- Byeor-eseo on geudae (별에서 온 그대?) – serie TV (2014) – cameo
- Sin-gwa-ui yaksok (신과의 약속?) – serie TV (2018-2019)
- Sponsor (스폰서?) – serie TV (2022)